# Arild
Arild – miejscowość (tätort) w Szwecji, w regionie administracyjnym (län) Skania, w gminie Höganäs.
Według danych Szwedzkiego Urzędu Statystycznego liczba ludności wyniosła: 713 (31 grudnia 2015), 705 (31 grudnia 2018) i 718 (31 grudnia 2019).